# 弗利康弗拉克
弗利康弗拉克（法語：Flic-en-Flac），是毛里求斯黑河區的村庄，位于毛里求斯岛的西岸。
该地的名字很可能源自古荷兰语的短语，意为“自由平坦的土地”。该村的公共白色沙滩为岛上最长的沙滩之一。该沙滩全年吸引本地家庭、旅游者和访客前往。岸边的潟湖由珊瑚礁环绕着。从沙滩上可以眺望印度洋的地平线及西南方向的莫纳山半岛。几公里之外有塔马兰的海滩。附近的卡塞拉鸟类公园里有各种兰花、140多种鸟类和本地特有且濒危的粉鴿。